# Castle Freak
Castle Freak ist ein Horrorfilm aus dem Jahr 1994/95, der auf einer Idee von Charles Band und der Kurzgeschichte Der Außenseiter von H. P. Lovecraft basiert, und von Stuart Gordon geschrieben und inszeniert wurde. Die ungekürzte Fassung wurde im Dezember 2020 nach einer Neuprüfung durch die FSK ab 18 Jahren freigegeben. 2020 wurde eine Neuverfilmung veröffentlicht, inszeniert von Tate Steinsiek.

## Handlung
Auf einer alten Burg lebt eine alte Frau mit ihrer Katze. Sie richtet einen Teller mit Essen her und geht eine dunkle Treppe hinab, um es jemandem zu geben, der im Verlies eingeschlossen ist. Wenig später stirbt sie an Altersschwäche. Der Eingeschlossene ist der Sohn der alten Frau, die ihn dort eingesperrt hat, als der Vater sie wegen einer anderen Frau verlassen hat.
Der wegen eines Unfalls traumatisierte John Reilly fährt mit seiner Frau und der blinden Tochter nach Italien auf eine alte Burg, die er von der alten Frau geerbt hat (John Reilly und der "Castle Freak" sind Halbbrüder). Als sie bei der Burg ankommen, erfährt man, dass es eheliche Probleme bei den Reillys gibt, da bei dem Unfall nicht nur die Tochter erblindet ist, sondern auch der Sohn gestorben ist (Der Unfall ist entstanden, weil John früher stets betrunken Auto gefahren ist). Inzwischen hat sich der Castle Freak von den Ketten befreit, indem er sich den Daumen abgebissen hat.
Wenig später hat John ein Verhältnis mit einer Prostituierten (sie spricht kein Englisch), die von Castle Freak getötet wird, als er betrunken ins "Koma" fällt. Die Polizei vermutet, dass John sie getötet hat, und nimmt diesen mit aufs Revier, in der Zwischenzeit ist Castle Freak alleine mit den beiden Frauen zuhause. John gelingt es, aus dem Polizeirevier zu entkommen und zur Burg zurückzulaufen, wo er mit dem Castle Freak kämpft. Beide kommen um, da John mit dem Freak vom Dach stürzt.
Johns Beerdigung begann. Zum Ende wird der Sohn der Prostituierten mit der Polizei gezeigt.